# Las Rosas (Chiapas)
Pour les articles homonymes, voir Las Rosas.
Las Rosas est une municipalité du Chiapas, au Mexique. Elle couvre une superficie de 233,5 km2 et compte 28 261 habitants en 2015.